# Tekken 2
Tekken 2 (鉄拳2?) è un videogioco del genere picchiaduro per PlayStation prodotto dalla Namco uscito nel 1995. È il secondo capitolo della serie di Tekken.
Il gioco non opera stravolgimenti nel gameplay rispetto al suo predecessore, ma si limita a portare alcune significative migliorie.
Dal 4 agosto 2010 è possibile scaricare Tekken 2 per PlayStation 3 e PlayStation Portable tramite PlayStation Network.

## Trama
I sedici combattenti del precedente capitolo sono agguerriti e, spinti ognuno dalle proprie motivazioni, desiderosi di vincere il Tekken.
Heihachi Mishima aspetta il suo avversario in finale, sperando sia suo figlio Kazuya. Così accade: il giovane Mishima vince su tutti e si presenta finalmente alla sfida conclusiva. Heihachi e Kazuya combattono senza risparmiarsi e alla fine quest'ultimo esce vincitore dal conflitto, riuscendo così a vendicarsi di quando, anni prima, fu scaraventato in un burrone dal genitore, procurandosi la cicatrice sul petto. Ma la vendetta non è completa: per far ciò, dopo esser di diritto diventato il padrone dell'impero del padre, prende tra le braccia questi, privo di sensi, e lo getta nello stesso burrone in cui era stato scaraventato Kazuya stesso.
Molte delle questioni tra i personaggi restano però aperte: il confronto tra Nina ed Anna non ha visto prevalere nessuna delle due, King è stato battuto da un uomo misterioso, che porta la sua stessa maschera ma di colore nero (Armor King), Marshall Law non è riuscito a procurarsi i soldi per il suo ristorante, così come Yoshimitsu per il suo clan. Un anno dopo la Mishima Zaibatsu diretta da Kazuya Mishima estende sempre più la propria potenza in ogni angolo del pianeta; tutto ciò finché Kazuya non scompare improvvisamente, per il sempre più crescente manifestarsi in lui di un gene demoniaco. Intanto Heihachi, ancora vivo dopo la caduta, intraprende un lungo allenamento che dura due anni. Kazuya indice il secondo torneo di Tekken, avendo scoperto la vicenda di suo padre, così simile alla sua solo qualche anno prima.
Il torneo si conclude con la vittoria di Heihachi sul figlio, che verrà poi gettato in un vulcano dal genitore stesso.

## Personaggi
Ci sono in tutto 25 personaggi. La maggior parte di essi erano già apparsi nel primo capitolo ma ora si aggiunge qualche new entry. I personaggi di base sono 10, ciascuno dei quali può sbloccare un altro personaggio specifico. Gli altri sono principalmente varianti costumistiche, ad eccezione dei personaggi extra Roger e Alex (a sua volta variante costumistica di Roger). Eccoli elencati e suddivisi per categorie:

### Nuovi personaggi
- Jun Kazama
- Lei Wulong
- Jack-2 (nuova versione di Jack)
- Baek Doo San[12] (da sbloccare con Marshall Law)
- Bruce Irvin[12] (da sbloccare con Lei Wulong)
- Angel[12] (da sbloccare come variante costumistica di Devil)

### Vecchi personaggi
- Kazuya Mishima[12] (boss da sbloccare)
- Lee Chaolan[12] (da sbloccare con Heihachi Mishima)
- Kuma[12] (da sbloccare con Paul Phoenix)
- Kunimitsu[12] (da sbloccare con Yoshimitsu)
- Armor King[12] (da sbloccare con King)
- Ganryu[12] (da sbloccare con Michelle Chang)
- Anna Williams[12] (da sbloccare con Nina Williams)
- Wang Jinrei[12] (da sbloccare con Jun Kazama)
- Prototype Jack[12] (da sbloccare con Jack-2)
- Yoshimitsu
- King
- Michelle Chang
- Paul Phoenix
- Marshall Law
- Heihachi Mishima
- Nina Williams
- Devil[12] (boss, da sbloccare)

### Personaggi segreti
- Roger (da sbloccare al livello 3 con energia rimasta al 5%)[12]
- Alex (da sbloccare come variante costumistica di Roger)[12]

## Voci
- Banjo Ginga: Jack-2, Prototype Jack
- Katsuhiro Harada: Law, Yoshimitsu
- Dean Harrington: annunciatore
- Lynn Harris: Michelle
- Shiho Kikuchi: Jun, Kunimitsu
- Takashi Nagasako: Ganryu
- Jôji Nakata: Devil, Kazuya, Lee
- Tamio Ōki: Wang
- Ramsay Scott: Paul
- Kaneto Shiozawa: Baek
- Wataru Takagi: Heihachi, Lei
- Yumi Tōma: Anna, Nina

## Nuovi versi vocali
A parte le voci date ai nuovi personaggi apparsi ce ne sono altre che sono state date ad alcuni vecchi personaggi che non avevano nel primo e precedente capitolo. Sono i seguenti:
- Lee Chaolan ha qui versi tutti suoi, in Tekken aveva quelli di Kazuya Mishima.
- Heihachi Mishima e Ganryu hanno qui versi tutti loro, in Tekken avevano entrambi quelli di Jack.
- Kunimitsu ha qui versi tutti suoi, in Tekken aveva quelli di Yoshimitsu.

## Accoglienza
Nel 2013 un recensore di Play Generation scrisse un articolo riguardante la versione pubblicata per PlayStation Network trovando che i 18 anni trascorsi dalla sua uscita erano evidenti sia nel comparto tecnico, non all'altezza delle produzioni più recenti, sia nelle opzioni, decisamente risicate, tuttavia la struttura era ancora in grado di garantire un'esperienza di gioco di prima qualità. Ovviamente, in termini di qualità assoluta e di successo commerciale, il terzo capitolo rimaneva insuperabile, ma in termini puramente storici Tekken 2 è stato, insieme a Wipeout 2097 e Tomb Raider, uno dei motivi per cui, sul finire degli anni '90, "bisognava" avere la console Sony.